# Kolenohelea dycei
Kolenohelea dycei är en tvåvingeart som beskrevs av Meillon och Wirth 1981. Kolenohelea dycei ingår i släktet Kolenohelea och familjen svidknott. Inga underarter finns listade i Catalogue of Life.